# Guido Castelnuovo (mathématicien)
Pour l’article homonyme, voir Guido Castelnuovo (historien).
Guido Castelnuovo (né le 14 août 1865 à Venise et mort le 27 avril 1952  à Rome) est un mathématicien et statisticien italien. Il est principalement connu pour ses contributions fondamentales à la géométrie algébrique.

## Biographie
Guido Castelnuovo est né dans une famille juive, son père est Enrico Castelnuovo, romancier ayant participé activement au mouvement pour l'unification de l'Italie, et sa mère Emma Levi.
Il est un des principaux artisans de l'École italienne de géométrie algébrique.
En 1893 il reçoit le prix mathématique de l'Académie italienne des sciences.
Sa fille Emma est également mathématicienne.